# Duifprion
De duifprion (Pachyptila turtur) is een zeevogel uit de familie stormvogels en pijlstormvogels (Procellariidae).

## Kenmerken
Deze kleine vogel bereikt een lengte tot 28 centimeter en is grijs aan de bovenzijde en heeft een lichtere tot witte kleur aan de onderzijde. De staartpunt is zwart gekleurd, de vleugels hebben opvallende M-vormige zwarte markeringen.

## Leefwijze
Op het menu staan kleine zeedieren als planktonide kreeftachtigen en andere zeer kleine diertjes die 's nachts van het wateroppervlak worden gevist.

## Verspreiding
De duifprion bewoont het zuidelijk halfrond en broedt op eilandjes tussen de zuidelijke subtropen en de Subantarctis van de Falklandeilanden tot aan Nieuw-Zeeland. De soort telt twee ondersoorten:
- P. t. turtur: Falklandeilanden, Zuid-Georgia en de Zuidelijke Sandwicheilanden, de zuidelijk Indische Oceaan, Tasmanië, Nieuw-Zeeland en de Chathameilanden.
- P. t. subantarctica: de Antipodeneilanden, Snareseilanden en Macquarie-eiland.

## Status
De grootte van de populatie is in 2004 geschat op 5 miljoen vogels. Op de Rode lijst van de IUCN heeft deze soort de status niet bedreigd.